# Громыко, Михаил
Михаил (Михайло) Громыко (Громека, Громыка) (начало XVII века — декабрь 1651) — украинский военный и государственный деятель XVII века, Белоцерковский полковник Войска Запорожского (1649—1651).
Один из сподвижников Богдана Хмельницкого.

## Биография
Представитель известного рода украинско-белорусской православной шляхты, родоначальником которого считается Григорий Исаевич Громыко (Громыка), служивший писарем Великого княжества Литовского.
Принимал активное участие в восстании Хмельницкого 1648—1657 годов. Сражался со своим полком в битве под Корсунем (1648), Зборовском сражении (1649) и Берестецкой битве (1651) .
Принадлежал к сторонникам умеренной политики в лагере повстанцев, склонным к компромиссу с Речью Посполитой.
Был комендантом Белоцерковской крепости, участвовал в боях с польско-литовским войском под Белой Церковью в сентябре 1651 года.
Один из участников мирных переговоров с Речью Посполитой, закончившимися заключением Белоцерковского договора 1651 года.
По указу Хмельницкого сократил почти в два раза численность реестровых казаков на территории Белоцерковского и Корсунского полков.
Во время восстания сечевых или нереестровых казаков в Корсуне, инициированного бывшим корсунским полковником Лукьяном Мозырей с группой однодумцев, несогласных с условиями Белоцерковского договора М. Громыко был убит.